# Martin Kampmann
Martin Kampmann, född 17 april 1982 i Århus, är en dansk före detta MMA-utövare som tävlade i organisationen Ultimate Fighting Championship (UFC) i welterviktsklassen. Kampmann har under karriären bland annat besegrat Thales Leites, Jorge Rivera och Carlos Condit. Han är före detta mellanviktsmästare i Cage Warriors.
Kampmann började träna Submission wrestling 2000 och gick under tre år nio MMA-matcher som amatör och vann åtta av dessa. Han gick sin första professionella match i februari 2003. Efter att ha vunnit nio av sina tio första matcher som proffs kontrakterades Kampmann av UFC och debuterade i organisationen på UFC Fight Night 6 den 17 augusti 2006. Kampmann vann sina fyra första matcher i UFC innan han förlorade mot Nate Marquardt på UFC 88 den 6 september 2008. Efter matchen beslutade sig Kampmann för att sluta tävla i mellanviktsklassen och gå ner till weltervikt.
Den 12 juni 2010 gick Kampmann sin tionde match i UFC då han besegrade Paulo Thiago på UFC 115. I januari 2016 meddelade Kampmann att han avslutade sin MMA-karriär.